# Semenkhkara
Semenkhkara Imiramesha (fl. XVIII-XVII secolo a.C.) è stato un faraone della XIII dinastia egizia.
Secondo il Canone Reale si tratterebbe del diciassettesimo sovrano della dinastia.

## Biografia
Di questo sovrano, oltre alla citazione nel Canone Reale, si conosce una statua proveniente da Tani, ma collocata inizialmente a Menfi, usurpata in un secondo tempo da Ipepi.
"Imiramesha" può essere letto come capo dell'esercito e la circostanza che sia scritto al di fuori del cartiglio supporta l'ipotesi che si sia trattato di un militare giunto, non sappiamo per quali vie, al trono.
È convinzione abbastanza diffusa che abbia avuto un regno di pochi anni.

Alcuni storici ritengono che il suo potere si estendesse solamente a parte del delta del Nilo, in tal caso questo sovrano avrebbe regnato contemporaneamente ad un altro re - non sappiamo quale - governante dalla capitale tradizionale Ity Tawy (questo in aggiunta al sovrano della XIV dinastia egizia).

## Liste reali
| N5 | HASH | D28 | G7 |

| N5 | HASH | D28 | G7 |

| N5 | HASH | D28 | G7 |

| N5 | HASH | D28 | G7 |

| N5 | HASH | D28 | G7 |

| N5 | HASH | D28 | G7 |

| N5 | HASH | D28 | G7 |

| N5 | HASH | D28 | G7 |

Nel testo il cartiglio con il nome del sovrano è seguito dall'epiteto
| m&r | A12 |

mr mšˁ - Imira mesha

## Titolatura
| G5 |

| G5 |

|       |
| \| \| |
|       |
|       |

|  |

|       |
| \| \| |
|       |
|       |

|  |

| G16 |

| G16 |

|  |

| G8 |

| G8 |

|  |

| M23 · X1 | L2 · X1 |

| M23 · X1 | L2 · X1 |

| N5 | s | Y5 · n | Aa1 · U22 | D28 |

| N5 | s | Y5 · n | Aa1 · U22 | D28 |

| N5 | s | Y5 · n | Aa1 · U22 | D28 |

| N5 | s | Y5 · n | Aa1 · U22 | D28 |

| N5 | s | Y5 · n | Aa1 · U22 | D28 |

| N5 | s | Y5 · n | Aa1 · U22 | D28 |

| N5 | s | Y5 · n | Aa1 · U22 | D28 |

| N5 | s | Y5 · n | Aa1 · U22 | D28 |

| G39 | N5 |

| G39 | N5 |

| G17 | r | A12 |

| G17 | r | A12 |

| G17 | r | A12 |

| G17 | r | A12 |

| G17 | r | A12 |

| G17 | r | A12 |

| G17 | r | A12 |

| G17 | r | A12 |

## Datazioni alternative
| Autore | Anni di regno     |
| ------ | ----------------- |
| Ryholt | 1759 a.C. - ?     |
| Franke | intorno 1711 a.C. |